# Гоклениус, Рудольф
Рудольф Гоклениус (1 марта 1547, Корбах, Вальдек, Священная Римская империя — 8 июня 1628, Марбург, Гессен-Кассель, Священная Римская империя) — немецкий философ, представитель поздней протестантской неосхоластики, последователь учения Филиппа Меланхтона.

## Биография
Рудольф Гоклениус получил фундаментальное образование, обучаясь в Эрфуртском и Марбургском университетах, где получил степени доктора медицины, 1601; доктора физики, 1608; доктора математики, 1612.
В 1571 году окончил университет в Виттенберге, получив степень магистра. После окончания обучения курировал гимназии в Корбахе и в Касселе.
В 1581 году планирует перебраться в свой родной город Корбах и подаёт прошение ланграфу Вильгельму IV Гессен-Кассельскому, покровительствовавшему наукам. Однако прошение было отклонено, и Рудольф Гоклениус остаётся профессором Марбургского университета имени Филиппа — первого протестантского университета Германии, где он руководит кафедрами философии, логики, метафизики и этики.
Рудольф Гоклениус также был советником при Вильгельме IV и его сыне Морице, а в 1618 году был отправлен в Дортский синод.
Гоклениус автор множества статей по философии, математике, географии, астрологии и астрономии, ботанике, зоологии, медицине.
Его сын – Рудольф Гоклений (младший).

## Учение и взгляды
Его исследования в области философии посвящены переложениям и комментариям к учению Аристотеля. Гоклениус создал и выпустил в 1613 году один из первых «Философский словарь» („Lexicon philosophicum, quo tanquam clave philisophiae fores aperiunter“. Fransofurti, 1613) — «Философский лексикон», где он ввёл такие понятия как «антиномия» и «онтология», которое который придумал Якоб Лорхард в его трактате «Ogdoas Scholastica» (1606).  Гоклениус понимал онтологию как учение об объекте, взятом в абстракции от субъекта и его жизнедеятельности, или как науку, стоящую между натурфилософией и теологией.

### Логика
В области логики он открыл особую разновидность сложного силлогизма, в котором опущены большие посылки и который в дальнейшем получил название «гоклениевского сорита», например: «Кто приобретает гибкий ум, тот делается развитым человеком.
Кто преодолевает научные трудности, тот приобретает гибкость ума. Кто вникает в трудности научных вопросов, тот становится способным преодолевать их. Кто привыкает сосредоточивать своё внимание, тот оказывается в состоянии вникать в трудности научных вопросов. Кто занимается наукой, тот привыкает к сосредоточенности внимания. Следовательно, кто занимается наукой, тот совершенствует свой ум».

### Психология
Гоклениус впервые вводит понятие «психология», в своей статье в (1590) году, которое также вписал в свой «Философский словарь». Его антология «Psychologia: hoc est, de hominis perfectione, animo, et in primis ortu hujus сommentationes ac disputationes quorumdam theologorum et philosophorum nostrae aetatis», опубликованная в 1590 году, является первой книгой, в названии которой содержится слово «психология». Здесь термин «психология» относится как к предмету исследования («совершенство человека, его разум и особенно его происхождение»), так и к самому исследованию («комментарии и дискуссии некоторых теологов и философов нашего времени»). В XVII веке «Психологию» Гоклениуса читали и цитировали такие ученые, как Роберт Бёртон, Даниил Зеннерт, и Якоб Томазий. Сам Гоклениус вернулся к своей Психологии в учебнике по естествознанию 1604 года и в некоторых философских диспутациях.
Его «Философский лексикон» стал первой печатной книгой, где упоминается греческое написание понятия «психология», которое в дальнейшем будет использовать его ученик Оттон Касман (1594).

## Сочинения
- Psychologia: hoc est, de hominis perfectione, animo, et in primis ortu hujus сommentationes ac disputationes quorumdam theologorum et philosophorum nostrae aetatis. 1590.
- Partitionum dialecticarum libri duo. 1595
- Isagoge in Organum Aristotelis. 1598
- Physiologia crepitus ventris. 1607
- De peste febrique pestilentialis causis. 1607
- Uranoscopia, chiroscopia, metoposcopia, ophtalmoscopia. 1608
- De magnetica curatione vulnerum. 1608
- Lexicon philosophicum graecum. 1615
- Synarthrosis magnetica. 1617